# سبهاش چندر بوس
سبهاش چندر بوس (بنگالی: সুভাষ চন্দ্র বসু معروف به نتاجی (هندوستانی: رهبر مورد احترام) انقلابی ملی‌گرای هندی بود که در جریان جنگ جهانی دوم جنبشی ملی را علیه قدرت‌های غربی رهبری کرد. بوس در ۱۹۳۸ به ریاست کنگره ملی هند برگزیده شد ولی یک سال بعد به دلیل اختلاف با مهاتما گاندی از این سمت برکنار شد. او پیش از ترک هند در ۱۹۴۰ از سوی بریتانیا در حصر خانگی قرار گرفت. بوس در آوریل ۱۹۴۱ وارد برلین که رهبری آن با جنبش آزادی هند همدلی داشت، شد. در پرتوی پیروزی‌های ژاپن و جنوب شرقی آسیا و پس از این که آزادسازی هند از سوی آلمان نشدنی دانسته شد، بوس به سوی آسیا رهسپار شد. تا ماداگاسکار با یک زیردریایی آلمانی و از آنجا با یک زیردریایی ژاپنی به سوماترا رفت.
بوس با کمک ژاپن به نوسازی ارتش ملی هند پرداخت. او دولت موقت هند آزاد را در جزایر هندی تحت اشغال یعنی ژاپن نیکوبار و آندامان تأسیس کرد. بوس جذبهٔ زیادی داشت و شعارهای هندی محبوب زیادی ایجاد کرد و ارتش ملی تحت رهبری او نمونه‌ای از گوناگونی بر حسب منطقه، قومیت، دین و حتی جنسیت بود. تلاش نظامی بوس کوتاه مدت بود. ارتش هند بریتانیا ارتش ملی هند را به شبه جزیره ملی سوق داد و سنگاپور را باز پس گرفت. بوس سعی داشت به شوروی برود ولی پس از سوختگی در نتیجه سقوط هواپیمای وی در تایوان درگذشت. بسیاری از هندی‌ها باور نکردند چنین سقوطی رخ داده و بسیاری از آنها خصوصاً در بنگال باور داشتند او برای آزادسازی هند باز خواهد گشت. کنگره ملی هند، نیروی اصلی ملی‌گرایی هندی، میهن‌پرستی بوس را تجلیل می‌کرد ولی از تاکتیک‌ها و ایدئولوژی وی خصوصاً در زمینهٔ همکاری با آلمان فاصله می‌گرفت.

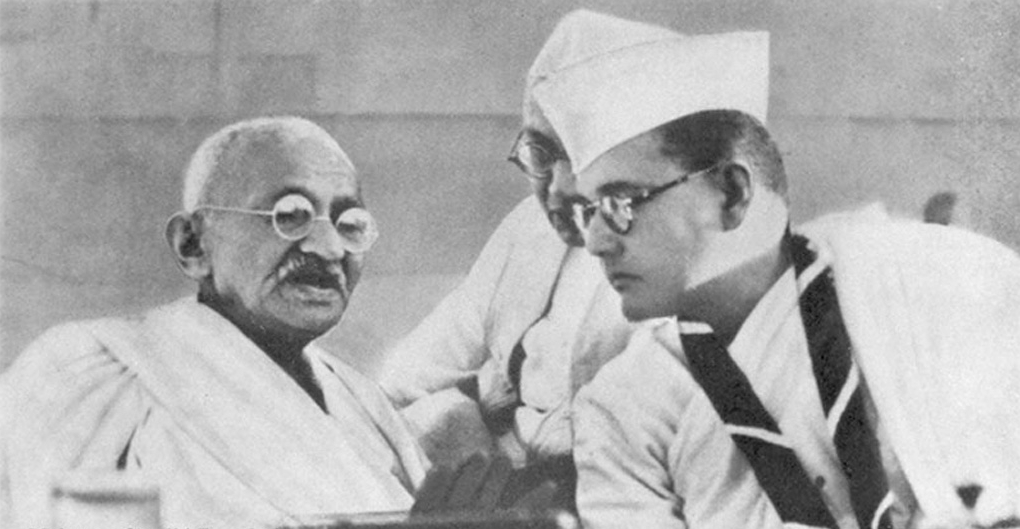

## در رایش آلمان ۱۹۴۱–۱۹۴۳
- بوس در دیدار با هاینریش هیملر (راست)، وزیر کشور آلمان، رئیس اس اس و گشتاپو، ۱۹۴۲
- بوس (دومی از چپ) در حال گفتگو با هیملر و دیگر مقامات ناسیونال سوسیالیست.
- بوس و هیملر به گفتگو در حین صرف پذیرایی ادامه می‌دهند.
- مراسم تأسیس دولت انتقالی هند آزاد در برلین

دستگیری و آزادی متعاقب او منجر به فرار او به آلمان از مسیر افغانستان و اتحاد شوروی شد. چند روز پیش از فرار او، عزلت گزید و بدین ترتیب از ملاقات با محافظین انگلیسی خودداری کرد و ریش گذاشت و همچون پشتون‌ها لباس پوشید تا شناخته نشود. او از حصر خانگی توسط انگلیسی‌ها در کلکته گریخت. در ۱۹ ژانویه ۱۹۴۱ به همراه برادرزاده اش سیسیر بوس در اتومبیلی که هم‌اکنون در خانه‌اش در کلکته در معرض نمایش است گریخت.
او به کمک آبور به پیشاور رفت. از آنجا که یک کلمه هم پشتو نمی‌دانست، برای پشتوزبانانی که برای انگلیسی‌ها کار می‌کردند هدف راحتی بود، زین رو به او پیشنهاد شد که ادای کر و لال‌ها را در بیاورد و ریشش را همچون قبایلی‌ها بلند کند.
حامیان آقا خان سوم به او کمک کند از مرز افغانستان بگذرد و او در آنجا با یک واحد آبور که در پوشش مهندسین راه‌سازی بودند ملاقات کرد که به وی کمک کردند از طریق کابل به مرز روسیه شوروی برود. او از آنجا با گذرنامهٔ ایتالیایی به مسکو رفت. از مسکو به رم و از آنجا به آلمان عزیمت کرد.
او در برلین به دفتر ویژه هند ملحق شد که رادیو هند آزاد را پخش می‌کرد. او مرکز هند آزاد را تأسیس کرد و لژیون هندی را با حضور اسرای جنگی هندی که برای بریتانیا در شمال آفریقا جنگیده بودند ایجاد کرد. لژیون هندی به ورماخت ملحق شد و سپس به وافن اس اس منتقل شد. اعضای آن هم به هیتلر و هم به بوس ادای سوگند می‌کردند: «من به خداوند این سوگند مقدس را ادا می‌کنم که تنها از رهبر نژاد و حکومت آلمان، آدولف هیتلر، به عنوان فرمانده نیروهای مسلح آلمان در جنگ برای هند، که رهبر چندر سبهاش بوس است تبعیت خواهم کرد.» این سوگند به‌طور واضح کنترل نیروهای مسلح آلمان بر لژیون هندی را با وجود رهبری بوس بر هند نشان می‌دهد.

## میراث

### یادمان‌ها
تصویر بوس روی تمبرهای هند در سال‌های ۱۹۶۴, ۱۹۹۳, ۱۹۹۷, ۲۰۰۱, ۲۰۱۶ و ۲۰۱۸ نقش بسته. تصویر بوس همچنین بر روی سکه ₹۲ در ۱۹۹۶ و 1997, سکه ۷۵₹ 2018 و ₹۱۲۵ در ۲۰۲۱ نقش بسته. فرودگاه بین‌المللی نتاجی سبهاش چندر بوس در کلکته، جزیره نتاجی سبهاش چندر بوس، سابقاً جزیره راس، و بسیاری از نهادها به افتخار وی نامگذاری شده‌اند. در ۲۳ اوت ۲۰۰۷, نخست‌وزیر ژاپن، شینزو آبه از تالار یادمان سبهاش چندر بوس در کلکته دیدار کرد.آبه به خانواده بوس گفت «ژاپنی‌ها عمیقاً تحت تأثیر اراده قوی بوس برای رهبری جنبش استقلال‌طلبی هند از سلطه بریتانیا بودند. نتاجی نام بسیار مورد احترامی در ژاپن است.»

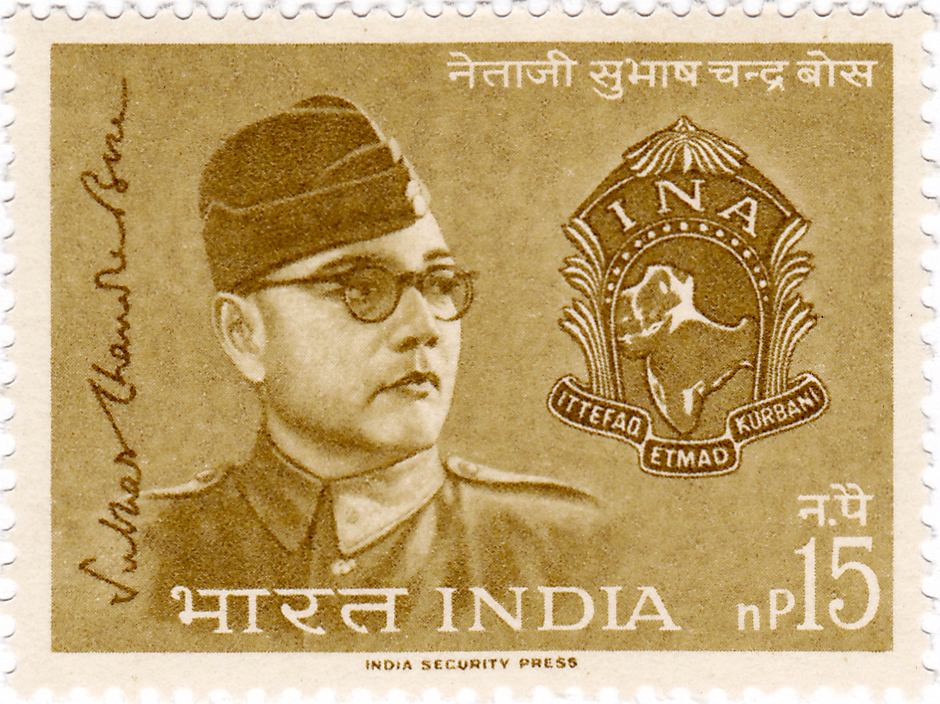
بوس روی تمبر ۱۹۶۴ هند
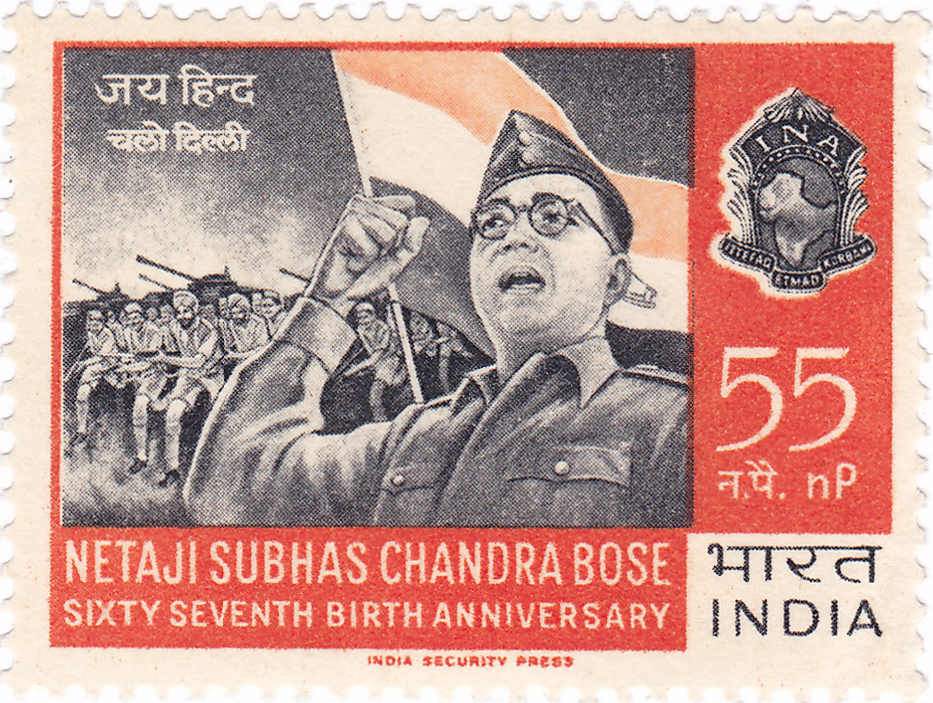
بوس روی تمبر ۱۹۶۴ هند

در سال ۲۰۲۱ دولت هند ۲۳ ژانویه را به منظور پاسداشت زادروز نتاجی سبهاش چندر بوس به نام نتاجی جایانتی نامگذاری کرد.